# Przetak

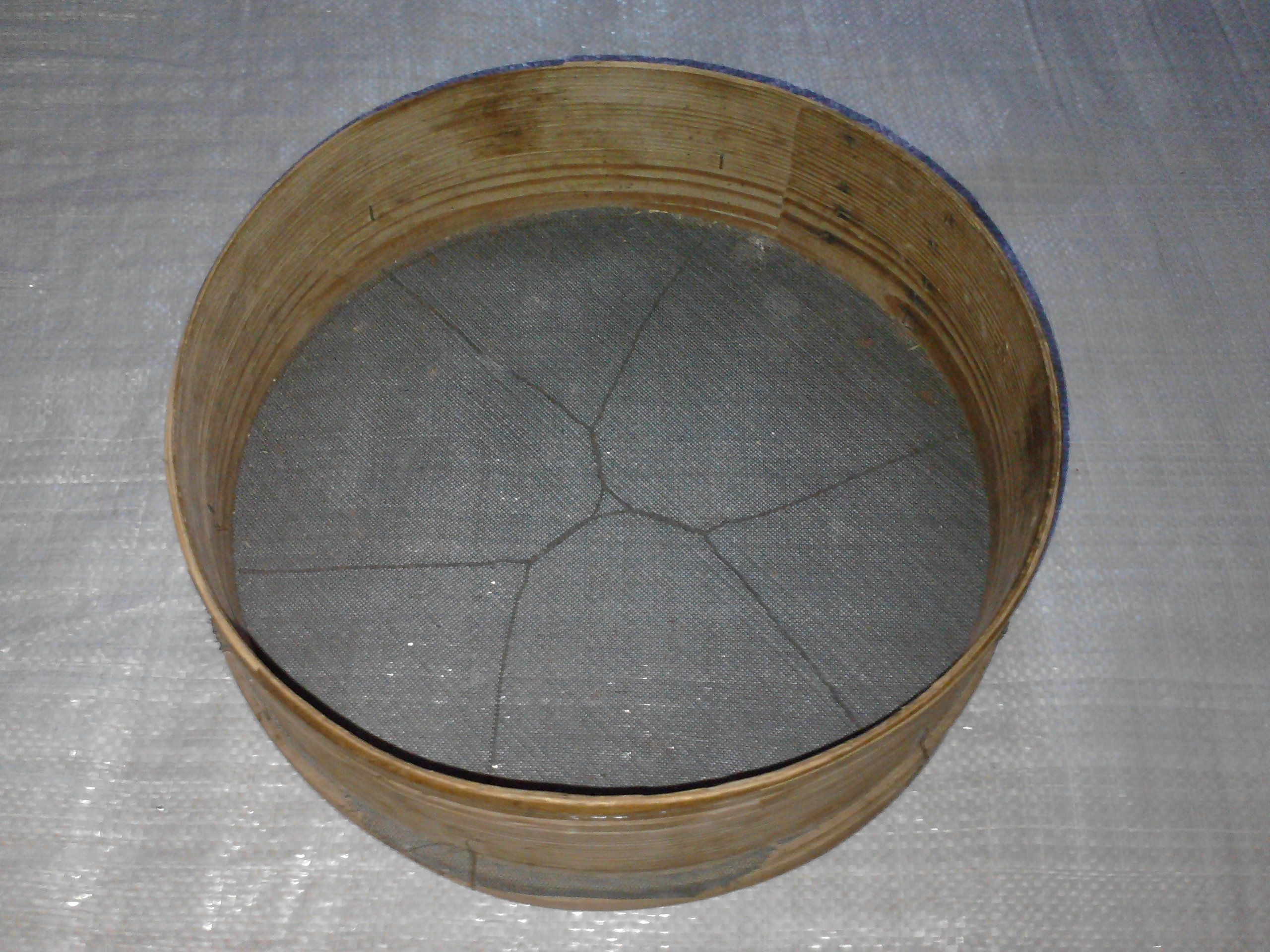
Przetak

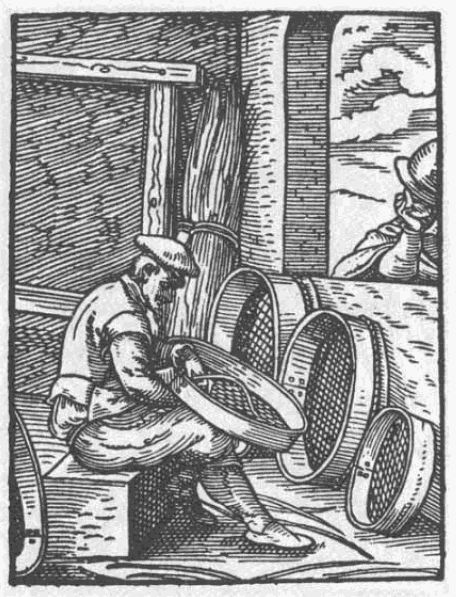
Rycina z 1568 r. przedstawiająca rzemieślnika wyrabiającego sita

Przetak – rodzaj dużego okrągłego sita do ręcznego przesiewania. W wyniku przesiewania następuje oddzielanie od siebie obiektów o małych i większych ziarnach lub do oddzielania obiektów stałych od płynów. Ma bardzo szerokie zastosowanie, m.in. w gospodarstwie domowym, rolnictwie, ogrodnictwie oraz budownictwie. Wykonany jest najczęściej z łuba obszytego siatką metalową lub siatką z tworzywa, która spełnia funkcję sita. Dawniej sitarze sito wykonywali z końskiego włosia. W zależności od zastosowania przetaki mają różne konfiguracje średnic i oczek siatek.
W rolnictwie i ogrodnictwie służą np. do przesiewania (najczęściej w celu oczyszczenia) mąki, ziarna zbóż i nasion. W budownictwie natomiast do przesiewania żwiru (w celu otrzymania materiału o określonej ziarnistości) lub do oczyszczenia z zanieczyszczeń takich materiałów jak: wapno, cement, piasek.